# Лодинка-Горішня
Лодинка-Горішня (пол. Łodzinka Górna) — село в Польщі, у гміні Бірча Перемишльського повіту Підкарпатського воєводства.
Населення — 130 осіб (2011).

## Географія
Село розташоване на відстані 5 кілометрів на схід від центру гміни села Бірчі, 21 кілометр на південний захід від центру повіту міста Перемишля і 55 кілометрів на південний схід від столиці воєводства — міста Ряшіва.

## Історія
В XI-XIII століттях на цих землях існувало Перемишльське руське князівство зі столицею в Перемишлі, яке входило до складу Галицького князівства, а пізніше Галицько-Волинського князівства.
Після захоплення цих земель Польщею територія в 1340–1772 роках входила до складу Перемишльської землі Руського воєводства Королівства Польського.
Село Лодинка засноване в 15 столітті на волоському праві. Село вперше згадується в 1494 році. Тоді воно було королівською власністю.
У 1565 році село Лодинка стало власністю Софії Дрогойовскої (пол. Zofii Drohojowskiej).
В 1772 році внаслідок першого поділу Польщі село Лодинка відійшло до імперії Габсбургів.
У середині 19 століття село Лодинка було поділене на Лодинку Горішню та Долішню. Після поділу Лодинка-Горішня була власністю Фелікса Новосельського (пол. Feliksa Nowosielskiego), а пізніше Мацея Капіньского (Macieja Capińskiego).
Після розпаду Австро-Угорщини і утворення Другої Речі Посполитої це переважно населене українцями село Надсяння опинилося по польському боці розмежування, що було закріплено в Ризькому мирному договорі 1921 року. Село входило до ґміни Бірча Добромильського повіту Львівського воєводства. На 1.01.1939 в селі було 620 жителів, з них 390 українців-грекокатоликів, 190 українців-римокатоликів, 120 поляків (прибули в кінці XIX ст., осіли в присілку Гута), 10 євреїв
Після нападу 1 вересня 1939 року Третього Рейху на Польщу й початку Другої світової війни та вторгнення СРСР до Польщі 17 вересня 1939 року Лодинка-Горішня, що знаходиться на правому, східному березі Сяну, разом з іншими навколишніми селами відійшла до СРСР і ввійшла до складу Бірчанського району (районний центр — Бірча) утвореної 27 листопада 1939 року Дрогобицької області УРСР (обласний центр — місто Дрогобич).
З початком німецько-радянської війни село вже в перший тиждень було зайняте військами вермахту.
В кінці липня 1944 року село було зайняте Червоною Армією.
13 серпня розпочато мобілізацію українського населення Дрогобицької області до Червоної Армії (облвоєнком — підполковник Карличев).
В березні 1945 року Лодинка-Горішня, як і весь Бірчанський район з районним центром Бірча, Ліськівський район з районним центром Лісько та західна частина Перемишльського району включно з містом Перемишль зі складу Дрогобицької області передано Польщі.
Москва підписала й 16 серпня 1945 року опублікувала офіційно договір з Польщею про встановлення лінії Керзона українсько-польським кордоном та, незважаючи на бажання українців залишитись на рідній землі, про передбачене «добровільне» виселення приблизно одного мільйона українців з «Закерзоння», тобто Підляшшя, Холмщини, Надсяння і Лемківщини.,
Розпочалося виселення українців з рідної землі. Проводячи депортацію, уряд Польщі, як і уряд СРСР, керувалися Угодою між цими державами, підписаною в Любліні 9 вересня 1944 року, але, незважаючи на текст угоди, у якому наголошувалось, що «Евакуації підлягають лише ті з перелічених (…) осіб, які виявили своє бажання евакуюватися і щодо прийняття яких є згода Уряду Української РСР і Польського Комітету Національного Визволення. Евакуація є добровільною і тому примус не може бути застосований ні прямо, ні посередньо. Бажання евакуйованих може бути висловлено як усно, так і подано на письмі.», виселення було примусовим і з застосуванням військових підрозділів.
Українська Повстанська Армія намагалась захистити мирне українське населення від примусової депортації польською армією та не дати польській владі заселювати звільнені господарства поляками.
Українське населення села, якому вдалося уникнути депортації до СРСР, попало в 1947 році під етнічну чистку під час проведення Операції «Вісла» і було виселено на ті території у західній та північній частині польської держави, що до 1945 належали Німеччині.
У 1975-1998 роках село належало до Перемишльського воєводства.

## Населення
Демографічна структура станом на 31 березня 2011 року:
|          | Загалом | Допрацездатний вік | Працездатний вік | Постпрацездатний вік |
| -------- | ------- | ------------------ | ---------------- | -------------------- |
| Чоловіки | 71      | 12                 | 54               | 5                    |
| Жінки    | 59      | 15                 | 36               | 8                    |
| Разом    | 130     | 27                 | 90               | 13                   |

Дані подано сумарно для сіл Лодинка-Горішня та Лодинка-Долішня
- 1785 - 125 греко-католиків, 50 римо-католиків, 13 євреїв
- 1840 - 236 греко-католиків
- 1859 - 287 греко-католиків
- 1879 - 326 греко-католиків
- 1899 - 431 греко-католик
- 1926 - 495 греко-католиків
- 1938 - 256 греко-католиків